# (100669) 1997 WK50
(100669) 1997 WK50 es un asteroide perteneciente al cinturón de asteroides descubierto el 28 de noviembre de 1997 por el equipo del Beijing Schmidt CCD Asteroid Program desde la Estación Xinglong, Hebei, China.

## Designación y nombre
Designado provisionalmente como 1997 WK50.

## Características orbitales
1997 WK50 está situado a una distancia media del Sol de 2,585 ua, pudiendo alejarse hasta 3,365 ua y acercarse hasta 1,805 ua. Su excentricidad es 0,301 y la inclinación orbital 3,062 grados. Emplea 1518,59 días en completar una órbita alrededor del Sol.

## Características físicas
La magnitud absoluta de 1997 WK50 es 15,9. 